# 約恩·斯考勞普
約恩·斯考勞普（Jørn Skaarup，1925年—?），是前丹麥羽球運動員。
在第二次世界大戰後，約恩·斯考勞普獲得了十一次丹麥羽球冠軍。在號稱非官方世界錦標賽的全英羽球錦標賽裡，他贏了三次冠軍，包括1948年的男子單打及混合雙打（搭配克絲汀·桑代爾），以及1950年的男子雙打（搭配普雷本·達貝爾斯汀）。在1949年的第一屆湯姆斯盃決賽中，他代表丹麥隊對陣馬來西亞隊時失利。在1956年的德國羽球公開賽上，他與約爾根·哈莫加德·漢森一起贏得了男子雙打冠軍。